# Ньятель, Клэр
Клэр Ньяте́ль (фр. Claire Niatel; род. 15 февраля 1964) — французская кёрлингистка.
В составе женской сборной Франции участница чемпионата мира 1991 (заняли восьмое место) и двух чемпионатов Европы (лучшее занятое место — седьмое). Также участница демонстрационного турнира по кёрлингу на Зимних Олимпийских играх 1992 (женская сборная Франции заняла седьмое место).
Играла в основном на позициях первого.

## Команды
| Сезон   | Четвёртый    | Третий        | Второй         | Первый        | Запасной       | Турниры                   |
| ------- | ------------ | ------------- | -------------- | ------------- | -------------- | ------------------------- |
| 1990—91 | Анник Мерсье | Катрин Лефевр | Брижит Лами    | Клэр Ньятель  | Брижит Коллар  | ЧМ 1991 (8 место)         |
| 1991—92 | Анник Мерсье | Брижит Лами   | Клэр Ньятель   | Брижит Коллар | Жеральдин Жиро | ЧЕ 1991 (7 место)         |
| 1991—92 | Анник Мерсье | Брижит Лами   | Жеральдин Жиро | Клэр Ньятель  | Брижит Коллар  | ЗОИ 1992 (демо) (7 место) |
| 1992—93 | Анник Мерсье | Катрин Лефевр | Жеральдин Жиро | Клэр Ньятель  |                | ЧЕ 1992 (10 место)        |

(скипы выделены полужирным шрифтом)